# Sarah Daninthe
Sarah Daninthe, född den 25 juni 1980 i Les Abymes, Guadeloupe, är en fransk fäktare som tog OS-brons i damernas lagtävling i värja i samband med de olympiska fäktningstävlingarna 2004 i Aten.